# Ferdinand von Kusserow
Karl Friedrich Ferdinand Kusserow, depuis 1844 von Kusserow (né le 26 décembre 1792 à Berlin et mort le 7 janvier 1855 à Düsseldorf) est un lieutenant général prussien.

## Biographie

### Origine
Ferdinand est le fils du secrétaire de la chambre de guerre et de domaine (de) Johann August Kusserow (mort en 1797) et de sa femme Luise Wilhelmine, née Wandel.

### Carrière militaire
Kusserow étudie au lycée français de Berlin. Comme il perd son père très tôt, son oncle, le conseiller privé Wandel, et sa mère deviennent ses tuteurs. Tous deux lui refusent une carrière militaire. Au lieu de cela, il part en 1809 comme élève à l'Institut Frédéric-Guillaume en tant qu'apprenti pour étudier la médecine. Il rejoint ensuite l'armée prussienne le 18 avril 1813. Kusserow travaille d'abord auprès du médecin-major général Johann Goercke (de) à Breslau, puis devient chirurgien de compagnie dans le bataillon de fusiliers du 1er régiment à pied de la Garde, où il arrive à Lützen à la veille de la bataille. Pendant les campagnes d'Allemagne, il participe à la bataille de Lützen et de Bautzen, et il obtient la croix de fer de 2e classe et l'ordre de Saint George de 5e classe. Il reçoit cette décoration parce qu'il a pris le commandement de son bataillon après le départ de la plupart des officiers. Kusserow participe également aux batailles près de Dresde, Leipzig et Paris et au siège de Longwy, où il est redevenu médecin.
Après la guerre, Kusserow demande au roi d'être intégré dans l'armée en tant qu'officier. Il est donc engagé le 25 août 1815 comme sous-lieutenant dans le 6e régiment de Landwehr de Prusse-Occidentale. Le 30 mars 1816, il est agrégé au 34e régiment de fusiliers, le 31 mars 1817 au 14e régiment d'infanterie et le 15 novembre 1817 au 17e régiment d'infanterie. Clausewitz et Gneisenau ont reconnu ses aptitudes militaires et veillèrent à ce qu'il soit envoyé à l'école de guerre du 8e corps d'armée à Coblence. Il rejoint finalement le 26e régiment d'infanterie le 30 mars 1818. En 1819, il est affecté au bureau topographique et, le 14 octobre 1819, à l'état-major général. De là, il passe le 17 mars 1820 au 40e régiment d'Infanterie et est détaché au commandement général du 4e corps d'armée. Le 30 mars 1821, il rejoint ensuite l'état-major général du 4e corps d'armée et est promu capitaine à la fin mars 1827.
Le 17 avril 1831, il vient en renfort avec le général Ernst von Pfuel à Neuchâtel en raison de ses connaissances linguistiques exceptionnelles. Une insurrection y a éclaté contre les Prussiens et la ville de Neuchatel est occupée. Kusserow forme l'avant-garde et organise les fidèles du roi. Il parvient à rassembler 3000 volontaires et lorsque le général Pfuel arrive, de nombreux insurgés s'enfuient dans les cantons environnants. Entre-temps, Kusserow avance avec plus de 600 hommes vers le village de Travers encore occupé. Il attaque par surprise les forces supérieures à la baïonnette et peut faire de nombreux prisonniers. Lorsque Pfuel s'avance vers Couvet, Kusserow peut prendre l'avant-garde et prendre le village d'assaut. Dans la nuit du 19 au 20 décembre, il désarme le Val Travers. La nuit suivante, on se dirige vers La Chaux-de-Fonds. Les insurgés y sont surpris et désarmés. Après la fin des combats, il est envoyé à Berlin et autorisé à faire un rapport personnel au roi.
Le 3 avril 1834, il rejoint l'état-major du 8e corps d'armée. Il y devient major le 5 avril 1834 et, le 16 septembre 1842, chef d'un théâtre de guerre au grand état-major général, puis, le 10 novembre 1843, chef de l'état-major général du 8e corps d'armée. Il y est promu lieutenant-colonel le 30 mars 1844 et élevé à la noblesse héréditaire prussienne le 27 novembre 1844. Promu colonel, il est nommé commandant du 39e régiment d'infanterie le 27 mars 1847. Il est ensuite affecté au commandement du 26e régiment d'infanterie à partir du 3 août 1848. En 1849, il participe à la campagne de Bade et se voit confier la tâche d'occuper la principauté de Hohenzollern. Kusserow combat dans les batailles d'Ubstadt, Durlach et Michelsbach. Le 4 décembre 1849, il rejoint la 14e brigade de Landwehr en tant que commandant et est agrégé au 26e régiment d'infanterie le 4 mai 1850. Le 23 mars 1852, il est promu major général et le 4 mai 1852, il est muté comme commandant à la 27e brigade d'infanterie. Il prend sa retraite le 14 octobre 1854 avec le caractère de lieutenant général. Il meurt le 7 janvier 1855 à Düsseldorf. Sa tombe se trouve dans l'ancien cimetière Saint-Matthieu de Berlin.

### Famille
Kusserow se marie le 31 août 1831 à Halle-sur-Saale avec Wilhelmine Eva Oppenheim (1809–1886), fille du banquier Salomon Oppenheim. Le couple a plusieurs enfants :
- Karl Friedrich Dagobert (1832–1879) marié en 1863 avec Mary Anne Francis (1837–1914)
- Ludwig Wilhelm Ferdinand (1835–1899), général de division prussien marié en 1864 (divorcé en 1883) avec Hedwig Charlotte Plehn (1840–1903)
- Heinrich (de) (1836-1900), envoyé prussien, marié en
  - 1869 avec Antonie Springer (1847–1887), fille du banquier Ernst Springer (1806–1849)
  - 1890 avec Franziska (Fanny) Elisabeth Lemmen-Meyer (1859–1904), veuve d'Adolf Bartning (mort en 1887)
- Ottilie (1840–1919) mariée en 1860 avec Adolph von Hansemann (1826–1903), seigneur de Lanken
- Thérèse (1845-1912), mariée en
  - 1864 (divorce de 1874) Louis Fréderic Jacques Ravené (de) (1823–1879), conseiller privé du commerce, marchand berlinois
  - 1876 Gustav Simon (1843–1931), conseiller, marchand, consul suisse à Königsberg